# Askeryd
Askeryd är kyrkbyn i Askeryds socken i Aneby kommun i Jönköpings län. I orten ligger Askeryds kyrka.
Askeryd hade 2000 51 invånare och en yta av 5 hektar, men 2005 hade befolkningen sjunkit under 50 invånare och Askeryds kyrkby klassas inte längre som en småort. Från 2015 avgränsas här åter en småort,, som upphörde 2020.